# استان منطقه‌ای جنوب اتیوپی
استان منطقه‌ای جنوب اتیوپی (انگلیسی: South Ethiopia Regional State) (زبان امهری: ደቡብ ኢትዮጵያ ክልላዊ መንግስት) یکی از مناطق در جنوب اتیوپی است. این منطقه در تاریخ ۱۹ اوت ۲۰۲۳ پس از موفقیت همه‌پرسی از بخش جنوبی منطقه ملت‌ها، ملیت‌ها و مردمان جنوبی (SNNPR) تأسیس شد.
سودو، اتیوپی مرکز سیاسی و اداری این منطقه است. دیگر دفاتر اداری منطقه در شهرهای ولایتا سودو، دیلا، عربا مینچ، ساولا، کاراتی و جینکا تأسیس شده‌اند.

## رئیس اداره
- تیلاهون کِبده (۱۹ اوت ۲۰۲۳ – تاکنون)[۶]

## مناطق اداری
فهرست زیر شامل مناطق تأسیس‌شده و جدید در ایالت منطقه‌ای جنوب اتیوپی است.
| شماره | منطقه             | مرکز         |
| ----- | ----------------- | ------------ |
| ۱     | منطقه ولایتا      | سودو، اتیوپی |
| ۲     | منطقه گامو        | آربا مینچ    |
| ۳     | منطقه گوفا        | ساولا        |
| ۴     | منطقه گدئو        | دیلا         |
| ۵     | منطقه اوموی جنوبی | دیمکا        |
| ۶     | منطقه آری         | جینکا        |
| ۷     | منطقه کنسو        | کارات        |
| ۸     | منطقه گاردولا     | گیدوله       |
| ۹     | منطقه بورجی       | سویاما       |
| ۱۰    | منطقه کوره        | کله          |
| ۱۱    | منطقه باسکتو      | لاسکا        |
| ۱۲    | منطقه آله         | کلانگو       |